# 逆光 (大愛劇場)
《逆光》是一部2012年的臺灣電視劇，是大愛電視「人間渡」系列其中一部，改編自腦性麻痺患者陳友萱的真實經歷，全劇共5集，於2012年3月12日－2012年3月17日在大愛電視《長情劇展》時段（台灣時間星期一~星期五晚上22:00）播放。

## 主要演員
- 黃采儀飾演嚴錦菽，陳友萱之母。[2]
- 陳譯賢飾演陳友萱，腦性麻痺患者，不良於行。[1]
- 馬國賢[1]飾演陳良文
- 李亮瑾[1]飾演陳佳儀
- 李玉芬[3]

## 選角
此劇是藝人陳譯賢在2010年代復出幕前之作。